# Uğur Aslan
Uğur Aslan (Reyhanlı, 9 febbraio 1972) è un attore e musicista turco.

## Biografia
Nato nel 1972 nel villaggio di Melekli nel distretto di Reyhanlı, in provincia di Hatay (Turchia) da una famiglia di nove figli, Uğur Aslan ha completato l'istruzione primaria e secondaria presso il collegio statale di Reyhanlı e la scuola superiore commerciale di Antiochia. Si è laureato presso il dipartimento teatrale dell'Università di Ankara, seguita da una seconda laurea presso la facoltà di lingua, storia e geografia. Ha iniziato la sua carriera di recitazione con spettacoli teatrali mentre era al liceo, dopo aver attirato l'attenzione di un gruppo teatrale culturale Hatay, dove ha ottenuto un ruolo nello spettacolo Bir Şehnaz Oyun di Turgut Özakman. Oltre alla carriera di attore, insegna anche recitazione in un'università privata e ha lavorato come musicista ad Ankara.
Nel 2005 ha interpretato il personaggio di Orhan nella serie Gümüş, la cui sceneggiatura è stata scritta dalla moglie Sema Ergenekon. Dal 2010 al 2012 ha vestito i panni di Cüneyt nella serie Yer Gök Aşk. Nel 2014 e nel 2015 ha fatto parte del cast della serie Karadayı, nel ruolo di Seyis. Dal 2015 al 2017 ha ottenuto il ruolo di Zehir nella serie Endless Love (Kara Sevda), seguita nel 2017 e nel 2018 dal ruolo di Cem Çınar nella serie Siyah Beyaz Aşk. Nel 2020 ha avuto un ruolo nella serie Kuruluş Osman. Dal 2021 al 2024 è stato scelto per interpretare il ruolo del commissario Eren Duman nella serie Segreti di famiglia (Yargı).
Nel 2021 ha iniziato a mettere in scena il teatro musicale Afara: An Arabesque Musical, in cui racconta i propri ricordi al pubblico cantando canzoni arabe accompagnato da un'orchestra di otto persone. Nel 2022 ha presentato il programma di intrattenimento musicale in onda su Kanal D Afara.

## Vita privata
Dal 1999 è sposato con la sceneggiatrice Sema Ergenekon, dal quale ha avuto tre figli.

## Filmografia

### Cinema
- Kayıp, regia di Veli Çelik (2007)
- Açliga Doymak, regia di Zübeyr Sasmaz (2012)
- Âşık, regia di Bilal Babaoğlu (2016)
- Daha, regia di Onur Saylak (2017)

### Televisione
- Kale İçi – serie TV (TRT 1, 2005)
- Ofis İşi – serie TV (2005)
- Gümüş – serie TV, 39 episodi (Kanal D, 2005)
- Derdest – serie TV, 10 episodi (Star TV, 2008)
- Aile Reisi – serie TV, 18 episodi (Star TV, 2008)
- Yer Gök Aşk – serie TV, 26 episodi (Fox, 2010-2012)
- Kayıp – serie TV (Kanal D, 2013)
- Karadayı – serie TV, 52 episodi (ATV, 2014-2015)
- Endless Love (Kara Sevda) – serie TV, 62 episodi (Star TV, 2015-2017)
- Siyah Beyaz Aşk – serie TV, 26 episodi (Kanal D, 2017-2018)
- Kuruluş Osman – serie TV, 12 episodi (ATV, 2019)
- Çukur – serie TV, 4 episodi (Show TV, 2020)
- Segreti di famiglia (Yargı) – serie TV, 95 episodi (Kanal D, 2021-2024)
- Leyla: Hayat… Aşk… Adalet... – serie TV (Now, 2024)
- Asylum – serie TV (tabii, 2025)

## Teatro
- Keşanlı Ali Destanı
- Kahraman Bakkal Süpermarkete Karşı
- Gözlerimi Kaparım, Vazifemi Yaparım
- Muhbir
- Azizname
- Şahları da Vururlar
- Bir Şehnaz Oyun
- Kısasa Kısas
- Hamlet
- Macbeth
- Antigone
- Bekleyenler

## Discografia

### Album in studio
- 2007 – Dayan Gönlüm

### EP
- 2023 – Aşkın Bedeli

### Singoli
- 2020 – Kara Çadır Düzdedir Eminem (con Emirhan Kartal)
- 2020 – Gülom (con Emirhan Kartal)
- 2022 – Yaradana Kurban

## Programmi televisivi
- Afara (Kanal D, 2022)

## Doppiatori italiani
Nelle versioni in italiano dei suoi film e delle sue serie TV, Uğur Aslan è stato doppiato da:
- Paolo Vivio[16] in Endless Love[17], in Segreti di famiglia[18]